# Solange Berry
Solange Berry (Charleroi, 23 novembre 1932 – La Baule-Escoublac, 26 gennaio 2018) è stata una cantante belga.
Ha rappresentato il Lussemburgo all'Eurovision Song Contest 1958 con il brano Un grand amour, classificandosi all'ultimo posto con 1 punto.

## Biografia
Nata a Charleroi nel 1932, ha iniziato la sua carriera nel 1955, pubblicando l'EP Chanson pour tous. Nel 1956 cantò Dis-moi quelque chose de gentil nel film Piace a troppi, noto per aver lanciato nel mondo dello spettacolo l'attrice Brigitte Bardot.
Nel 1958 l'emittente lussemburghese RTL la selezionò per rappresentare il Granducato all'Eurovision Song Contest 1958, ospitato dalla città olandese di Hilversum. Esibitasi 4ª, sotto la direzione d'orchestra di Dolf van der Linden, si classificò al 9º posto con 1 punto a pari merito con la rappresentante olandese Corry Brokken.
Due anni dopo prese parte alla selezione nazionale belga per l'Eurovision Song Contest 1960, venendo battuta dal vincitore Fud Leclerc.

## Discografia

### Album
- 1955 - Chanson pour tous
- 1957 - Que sera, sera
- 1959 - Les mirettes
- 1959 - Sous les toits de Paris

### Singoli
- 1958 - Un grand amour
- 1960 - On m'attend